# Ama-gi

Ama-gi scritto in sumero cuneiforme

Ama-gi è una parola sumera scritta come 𒂼𒄄 ama-gi oppure 𒂼𒅈𒄄 ama-ar-gi. Il suo significato letterale è "ritorno alla madre" e veniva utilizzata per indicare la liberazione degli schiavi.
L'assiriologo Samuel Noah Kramer ritiene sia stata la prima espressione scritta del concetto di libertà.
La scrittura cuneiforme della parola Ama-gi è diffusa in ambito libertariano. È, per esempio, simbolo della Liberty Fund e dell'Instituto Político para la Libertad del Perù